# Campionato mondiale maschile di pallacanestro Under-19 2021
Il 15º Campionato mondiale maschile di pallacanestro Under-19 (noto anche come 2021 FIBA Under-19 World Championship, in lettone 2021. gada FIBA Pasaules kauss basketbolā līdz 19 gadu vecumam) si è svolto in Lettonia nelle città di Riga e Daugavpils, dal 3 all'11 luglio 2021.

## Sedi
| Riga                   | Riga                  | Daugavpils                | Riga Daugavpils Sedi delle gare |
| Arena Riga             | Olympic Sports Centre | Daugavpils Olympic Center | Riga Daugavpils Sedi delle gare |
| Posti a sedere: 11,200 | Posti a sedere: 830   | Posti a sedere: 1,000     | Riga Daugavpils Sedi delle gare |
|                        |                       |                           | Riga Daugavpils Sedi delle gare |

## Squadre partecipanti
| Torneo di qualificazione                                         | Data/e            | Luogo    | Posti | Qualificate                                |
| ---------------------------------------------------------------- | ----------------- | -------- | ----- | ------------------------------------------ |
| Paese ospitante                                                  | 12 febbraio 2021  | N.D.     | 1     | Lettonia                                   |
| Selezione europea (Prime 5 squadre europee del ranking FIBA)     | 8 aprile 2020     | N.D.     | 5     | Francia Lituania Serbia Spagna Turchia     |
| Campionato africano maschile di pallacanestro Under-18 2020      | 3-9 dicembre 2020 | Il Cairo | 2     | Mali Senegal                               |
| Selezione americana (Prime 4 squadre americane del ranking FIBA) | 1 marzo 2021      | N.D.     | 4     | Argentina Canada Porto Rico Stati Uniti    |
| Selezione asiatica (Prime 4 squadre europee del ranking FIBA)    | 10 marzo 2021     | N.D.     | 4     | Australia Cina Corea del Sud Giappone Iran |
| Totale                                                           |                   |          | 16    |                                            |

La nazionale cinese si è ritirata prima dell'inizio della manifestazione a causa della pandemia di COVID-19. La Cina è stata sostituita dall'Iran.

## Sorteggio
Il 27 aprile 2021, vengono annunciate le teste di serie e le squadre nelle altre tre fasce.
| Fascia 1                           | Fascia 2                        | Fascia 3                              | Fascia 4                          |
| ---------------------------------- | ------------------------------- | ------------------------------------- | --------------------------------- |
| Stati Uniti Canada Spagna Lettonia | Francia Lituania Turchia Serbia | Australia Corea del Sud Giappone Iran | Argentina Porto Rico Mali Senegal |

Il sorteggio si è tenuto il 28 aprile 2021 a Berlino, Germania.

## Fase a gironi
Tutti gli orari si riferiscono al fuso orario (UTC+3).

### Gruppo A
| Pos | Squadra  | G | V | P | PF  | PS  | DP  | Pt |
| --- | -------- | - | - | - | --- | --- | --- | -- |
| 1   | Canada   | 3 | 3 | 0 | 265 | 202 | +63 | 6  |
| 2   | Lituania | 3 | 2 | 1 | 244 | 216 | +28 | 5  |
| 3   | Senegal  | 3 | 1 | 2 | 205 | 234 | −29 | 4  |
| 4   | Giappone | 3 | 0 | 3 | 209 | 271 | −62 | 3  |

| Arbitri: | Leonardo Zalazar Özlem Yalman Ryan Jones |

|           |          |                      |
| Sow 18    | Punti    | 15 Iwashita          |
| Magassa 6 | Assist   | 5 Iwashita           |
| K. Diop 9 | Rimbalzi | 5 Iwashita, Yoneyama |

| Arbitri: | Julio Anaya Maj Forsberg Grant Todey |

|                      |          |                |
| Houstan, Nembhard 18 | Punti    | 32 Tubelis     |
| Houstan, Nembhard 3  | Assist   | 9 Marčiulionis |
| Edey 16              | Rimbalzi | 12 Tubelis     |

| Arbitri: | Kerem Baki Carlos Peralta Amr Aboollo |

|             |          |            |
| Yoneyama 18 | Punti    | 30 Felder  |
| Harper 6    | Assist   | 5 Nembhard |
| Yoneyama 5  | Rimbalzi | 15 Edey    |

| Arbitri: | Amy Bonner Leonardo Zalazar Arnold Moseya |

|                            |          |           |
| Rubštavičius, Stenionis 14 | Punti    | 23 Badji  |
| Krivas, Stenionis 6        | Assist   | 5 Magassa |
| Krivas, Tubelis 6          | Rimbalzi | 14 Badji  |

| Arbitri: | Grant Todey Özlem Yalman Amr Aboollo |

|                  |          |            |
| Magassa 16       | Punti    | 18 Edey    |
| Magassa 3        | Assist   | 8 Nembhard |
| K. Diop, Badji 9 | Rimbalzi | 17 Edey    |

| Arbitri: | Amy Bonner Park Kyoung-jin Virginia Peruchini |

|                        |          |                     |
| Lelevičius, Tubelis 15 | Punti    | 10 Harper, Ogawa    |
| Stenionis 5            | Assist   | 2 quattro giocatori |
| Rubštavičius 8         | Rimbalzi | 6 Yoneyama          |

### Gruppo B
| Pos | Squadra      | G | V | P | PF  | PS  | DP  | Pt |
| --- | ------------ | - | - | - | --- | --- | --- | -- |
| 1   | Serbia       | 3 | 3 | 0 | 243 | 201 | +42 | 6  |
| 2   | Lettonia (H) | 3 | 1 | 2 | 203 | 198 | +5  | 4  |
| 3   | Iran         | 3 | 1 | 2 | 196 | 214 | −18 | 4  |
| 4   | Porto Rico   | 3 | 1 | 2 | 211 | 240 | −29 | 4  |

1. 1 2 3  Lettonia 1–1, +6 DP; Iran 1–1, +3 DP; Porto Rico 1–1, −9 DP

| Arbitri: | Kerem Baki Carlos Peralta Virginia Peruchini |

|                    |          |            |
| Clark 24           | Punti    | 17 Vanags  |
| Pinzón, Rubayo 4   | Assist   | 7 Skuja    |
| Ezquerra, Pinzón 5 | Rimbalzi | 8 Helmanis |

| Arbitri: | Zdenko Tomašovič Park Kyoung-jin Arnold Moseya |

|                          |          |            |
| Lakzaeifard, Yazarloo 11 | Punti    | 17 Škobalj |
| Girgoorian, Shahryari 3  | Assist   | 6 Đurišić  |
| Rahimi 9                 | Rimbalzi | 9 Škobalj  |

| Arbitri: | Zdenko Tomašovič Park Kyoung-jin Virginia Peruchini |

|               |          |                    |
| Feierbergs 17 | Punti    | 16 Fallah          |
| Skuja 4       | Assist   | 3 Fallah, Rahimi   |
| Macoha 12     | Rimbalzi | 6 Fallah, Yazarloo |

| Arbitri: | Julio Anaya Maj Forsberg Ryan Jones |

|              |          |          |
| Jović 16     | Punti    | 24 Clark |
| Kovačević 10 | Assist   | 4 Pinzón |
| Jović 11     | Rimbalzi | 9 Pinzón |

| Arbitri: | Julio Anaya Maj Forsberg Leonardo Zalazar |

|             |          |              |
| Jović 16    | Punti    | 16 Macoha    |
| Kovačević 4 | Assist   | 4 Skuja      |
| Škobalj 8   | Rimbalzi | 7 Viljamsons |

| Arbitri: | Kerem Baki Ryan Jones Arnold Moseya |

|                 |          |               |
| Pinzón 19       | Punti    | 24 Girgoorian |
| Clark, Pinzón 5 | Assist   | 9 Lakzaeifard |
| Wheeler 11      | Rimbalzi | 11 Fallah     |

### Gruppo C
| Pos | Squadra       | G | V | P | PF  | PS  | DP   | Pt |
| --- | ------------- | - | - | - | --- | --- | ---- | -- |
| 1   | Francia       | 3 | 2 | 1 | 265 | 160 | +105 | 5  |
| 2   | Spagna        | 3 | 2 | 1 | 227 | 176 | +51  | 5  |
| 3   | Argentina     | 3 | 2 | 1 | 233 | 231 | +2   | 5  |
| 4   | Corea del Sud | 3 | 0 | 3 | 170 | 328 | −158 | 3  |

1. 1 2 3  Francia 1–1, +36 DP; Spagna 1–1, 0 DP; Argentina 1–1, −36 DP

| Arbitri: | Andris Aunkrogers Viola Györgyi Daigo Urushima |

|                           |          |                    |
| Strazel, Wembanyama 16    | Punti    | Kim D. 19          |
| Tchicamboud, Wembanyama 5 | Assist   | cinque giocatori 1 |
| Tchicamboud 11            | Rimbalzi | Yeo 8              |

| Arbitri: | Wojciech Liszka Maripier Malo Gvidas Gedvilas |

|                |          |                    |
| Azpilicueta 15 | Punti    | Domínguez 13       |
| Fernández 3    | Assist   | Núñez, Peñarroya 3 |
| Fernández 7    | Rimbalzi | Alderete 7         |

| Arbitri: | Carsten Straube Gvidas Gedvilas Andrada Csender |

|               |          |                       |
| Yeo 27        | Punti    | Rodríguez 26          |
| Kim T., Yeo 3 | Assist   | Díaz 7                |
| Yeo 13        | Rimbalzi | Corbalan, Rodríguez 9 |

| Arbitri: | Andris Aunkrogers Maripier Malo Nathaniel Saunders |

|              |          |               |
| Domínguez 14 | Punti    | Wembanyama 22 |
| Ferrando 3   | Assist   | Strazel 9     |
| Jiménez 9    | Rimbalzi | Wembanyama 10 |

| Arbitri: | Alexis Mercado Andrada Csender Mbaye Seye |

|          |          |                       |
| Yeo 26   | Punti    | Jiménez 20            |
| Lee K. 3 | Assist   | Ferrando, Peñarroya 7 |
| Yeo 12   | Rimbalzi | Godspower 10          |

| Arbitri: | Andreia Silva Martin Vulić Daigo Urushima |

|              |          |               |
| Fernández 14 | Punti    | Ugolin 13     |
| Díaz 2       | Assist   | Strazel 6     |
| Fernández 9  | Rimbalzi | Wembanyama 12 |

### Gruppo D
| Pos | Squadra     | G | V | P | PF  | PS  | DP  | Pt |
| --- | ----------- | - | - | - | --- | --- | --- | -- |
| 1   | Stati Uniti | 3 | 3 | 0 | 270 | 172 | +98 | 6  |
| 2   | Turchia     | 3 | 2 | 1 | 176 | 199 | −23 | 5  |
| 3   | Australia   | 3 | 1 | 2 | 225 | 218 | +7  | 4  |
| 4   | Mali        | 3 | 0 | 3 | 173 | 255 | −82 | 3  |

| Arbitri: | Carsten Straube Nathaniel Saunders Viola Györgyi |

|                 |          |                      |
| Mutaf 12        | Punti    | 21 Ivey              |
| Mutaf, Yılmaz 4 | Assist   | 5 Chandler, Holmgren |
| Mutaf 8         | Rimbalzi | 9 Holmgren           |

| Arbitri: | Martin Vulić Andreia Silva Mohammad Taha |

|                |          |          |
| Dembelé 12     | Punti    | 15 Gak   |
| Ballo 4        | Assist   | 5 Bayles |
| Ballo, Diaby 8 | Rimbalzi | 9 Gak    |

| Arbitri: | Andreia Sivla Alexis Mercado Daigo Urushima |

|           |          |            |
| Bayles 15 | Punti    | 13 Mutaf   |
| Daniels 8 | Assist   | 5 Yılmaz   |
| Jones 6   | Rimbalzi | 12 Haltalı |

| Arbitri: | Wojciech Liszka Martin Vulić Mbaye Seye |

|                   |          |                 |
| tre giocatori 14  | Punti    | 9 Ballo, Sidibe |
| Miles 6           | Assist   | 3 Ballo, Traoré |
| Baldwin, Ingram 7 | Rimbalzi | 10 Traoré       |

| Arbitri: | Andris Aunkrogers Mohammad Taha Viola Györgyi |

|                      |          |             |
| Mutaf 13             | Punti    | 16 Ballo    |
| Yılmaz, Yildizoglu 4 | Assist   | 5 Coulibaly |
| Haltalı 7            | Rimbalzi | 13 Ballo    |

| Arbitri: | Wojciech Liszka Maripier Malo Nathaniel Saunders |

|            |          |                  |
| Daniels 18 | Punti    | 16 Lofton, Miles |
| Daniels 4  | Assist   | 3 tre giocatori  |
| Jones 7    | Rimbalzi | 8 Holmgren       |

## Fase ad eliminazione diretta

### Tabellone
|  | Ottavi di finale | Ottavi di finale |             |    | Quarti di finale | Quarti di finale |           |           | Semifinali | Semifinali |  |  | Finale | Finale |
|  |                  |                  |             |    |                  |                  |           |           |            |            |  |  |        |        |
|  | 7 luglio         |                  |             |    |                  |                  |           |           |            |            |  |  |        |        |
|  |                  |                  |             |    |                  |                  |           |           |            |            |  |  |        |        |
|  | Canada           | 86               |             |    |                  |                  |           |           |            |            |  |  |        |        |
|  | Canada           | 86               | 9 luglio    |    |                  |                  |           |           |            |            |  |  |        |        |
|  | Porto Rico       | 56               |             |    |                  |                  |           |           |            |            |  |  |        |        |
|  | Porto Rico       | 56               | Canada      | 81 |                  |                  |           |           |            |            |  |  |        |        |
|  | 7 luglio         |                  | Canada      | 81 |                  |                  |           |           |            |            |  |  |        |        |
|  |                  | Spagna           | 77          |    |                  |                  |           |           |            |            |  |  |        |        |
|  | Spagna           | Spagna           | 77          | 86 |                  |                  |           |           |            |            |  |  |        |        |
|  | Spagna           |                  | 10 luglio   | 86 |                  |                  |           |           |            |            |  |  |        |        |
|  | Australia        | 73               |             |    |                  |                  |           |           |            |            |  |  |        |        |
|  | Australia        | 73               | Canada      | 86 |                  |                  |           |           |            |            |  |  |        |        |
|  | 7 luglio         |                  | Canada      | 86 |                  |                  |           |           |            |            |  |  |        |        |
|  |                  | Stati Uniti      | 92          |    |                  |                  |           |           |            |            |  |  |        |        |
|  | Senegal          | Stati Uniti      | 92          | 57 |                  |                  |           |           |            |            |  |  |        |        |
|  | Senegal          | 9 luglio         |             | 57 |                  |                  |           |           |            |            |  |  |        |        |
|  | Lettonia         | 44               |             |    |                  |                  |           |           |            |            |  |  |        |        |
|  | Lettonia         | 44               | Senegal     | 58 |                  |                  |           |           |            |            |  |  |        |        |
|  | 7 luglio         |                  | Senegal     | 58 |                  |                  |           |           |            |            |  |  |        |        |
|  |                  | Stati Uniti      | 88          |    |                  |                  |           |           |            |            |  |  |        |        |
|  | Corea del Sud    | Stati Uniti      | 88          | 60 |                  |                  |           |           |            |            |  |  |        |        |
|  | Corea del Sud    |                  | 11 luglio   | 60 |                  |                  |           |           |            |            |  |  |        |        |
|  | Stati Uniti      | 132              |             |    |                  |                  |           |           |            |            |  |  |        |        |
|  | Stati Uniti      | 132              | Stati Uniti | 83 |                  |                  |           |           |            |            |  |  |        |        |
|  | 7 luglio         |                  | Stati Uniti | 83 |                  |                  |           |           |            |            |  |  |        |        |
|  |                  | Francia          | 81          |    |                  |                  |           |           |            |            |  |  |        |        |
|  | Lituania         | Francia          | 81          | 96 |                  |                  |           |           |            |            |  |  |        |        |
|  | Lituania         | 9 luglio         |             | 96 |                  |                  |           |           |            |            |  |  |        |        |
|  | Iran             | 53               |             |    |                  |                  |           |           |            |            |  |  |        |        |
|  | Iran             | 53               | Lituania    | 79 |                  |                  |           |           |            |            |  |  |        |        |
|  | 7 luglio         |                  | Lituania    | 79 |                  |                  |           |           |            |            |  |  |        |        |
|  |                  | Francia          | 84          |    |                  |                  |           |           |            |            |  |  |        |        |
|  | Francia          | Francia          | 84          | 86 |                  |                  |           |           |            |            |  |  |        |        |
|  | Francia          |                  | 10 luglio   | 86 |                  |                  |           |           |            |            |  |  |        |        |
|  | Mali             | 52               |             |    |                  |                  |           |           |            |            |  |  |        |        |
|  | Mali             | 52               | Francia     | 75 |                  |                  |           |           |            |            |  |  |        |        |
|  | 7 luglio         |                  | Francia     | 75 |                  |                  |           |           |            |            |  |  |        |        |
|  |                  | Serbia           | 69          |    | Finale           | Finale           |           |           |            |            |  |  |        |        |
|  | Giappone         | Serbia           | 69          | 86 | Finale           | Finale           |           |           |            |            |  |  |        |        |
|  | Giappone         | 9 luglio         | 9 luglio    | 86 |                  |                  | 11 luglio | 11 luglio |            |            |  |  |        |        |
|  | Serbia           | 9 luglio         | 9 luglio    | 89 |                  |                  | 11 luglio | 11 luglio |            |            |  |  |        |        |
|  | Serbia           | Serbia           | 89          | 89 | Canada           | 101              |           |           |            |            |  |  |        |        |
|  | 7 luglio         | Serbia           | 89          |    | Canada           | 101              |           |           |            |            |  |  |        |        |
|  |                  | Argentina        | 83          |    | Serbia           | 92               |           |           |            |            |  |  |        |        |
|  | Argentina        | Argentina        | 83          | 76 | Serbia           | 92               |           |           |            |            |  |  |        |        |
|  | Argentina        |                  |             | 76 |                  |                  |           |           |            |            |  |  |        |        |
|  | Turchia          | 74               |             |    |                  |                  |           |           |            |            |  |  |        |        |
|  | Turchia          | 74               |             |    |                  |                  |           |           |            |            |  |  |        |        |

Tabellone 5º-8º posto
|  | Semifinali 5º-8º posto | Semifinali 5º-8º posto | Semifinali 5º-8º posto |          |        | Finale 5º-6º posto | Finale 5º-6º posto | Finale 5º-6º posto |  |
|  |                        |                        |                        |          |        |                    |                    |                    |  |
|  | Spagna                 | Spagna                 | 83                     |          |        |                    |                    |                    |  |
|  | Spagna                 | Spagna                 | 83                     |          |        |                    |                    |                    |  |
|  | Senegal                | Senegal                | 67                     |          |        |                    |                    |                    |  |
|  | Senegal                | Senegal                | 67                     |          | Spagna | Spagna             | 86                 |                    |  |
|  |                        |                        |                        |          | Spagna | Spagna             | 86                 |                    |  |
|  |                        |                        | Lituania               | Lituania | 81     |                    |                    |                    |  |
|  | Lituania               | Lituania               | Lituania               | Lituania | 81     | 107                |                    |                    |  |
|  | Lituania               | Lituania               |                        |          |        | 107                |                    |                    |  |
|  | Argentina              | Argentina              | 81                     |          |        | Finale 7º-8º posto | Finale 7º-8º posto | Finale 7º-8º posto |  |
|  | Argentina              | Argentina              | 81                     |          |        |                    |                    |                    |  |
|  |                        |                        |                        |          |        |                    |                    |                    |  |
|  |                        |                        |                        |          |        | Senegal            | Senegal            | 75                 |  |
|  |                        |                        |                        |          |        | Senegal            | Senegal            | 75                 |  |
|  |                        |                        |                        |          |        | Argentina          | Argentina          | 67                 |  |

Tabellone 9º-16º posto
|  | Quarti di finale 9º-16º posto | Quarti di finale 9º-16º posto |           |      | Semifinali 9º-12º posto | Semifinali 9º-12º posto |  |  | Finale 9º-10º posto | Finale 9º-10º posto |
|  |                               |                               |           |      |                         |                         |  |  |                     |                     |
|  | 9 luglio                      |                               |           |      |                         |                         |  |  |                     |                     |
|  |                               |                               |           |      |                         |                         |  |  |                     |                     |
|  | Porto Rico                    | 52                            |           |      |                         |                         |  |  |                     |                     |
|  | Porto Rico                    | 52                            | 10 luglio |      |                         |                         |  |  |                     |                     |
|  | Australia                     | 95                            |           |      |                         |                         |  |  |                     |                     |
|  | Australia                     | 95                            | Australia | 89   |                         |                         |  |  |                     |                     |
|  | 9 luglio                      |                               | Australia | 89   |                         |                         |  |  |                     |                     |
|  |                               | Lettonia                      | 44        |      |                         |                         |  |  |                     |                     |
|  | Lettonia                      | Lettonia                      | 44        | 90   |                         |                         |  |  |                     |                     |
|  | Lettonia                      |                               | 11 luglio | 90   |                         |                         |  |  |                     |                     |
|  | Corea del Sud                 | 67                            |           |      |                         |                         |  |  |                     |                     |
|  | Corea del Sud                 | 67                            | Australia | 52   |                         |                         |  |  |                     |                     |
|  | 9 luglio                      |                               | Australia | 52   |                         |                         |  |  |                     |                     |
|  |                               | Turchia                       | 56        |      |                         |                         |  |  |                     |                     |
|  | Iran                          | Turchia                       | 56        | 71   |                         |                         |  |  |                     |                     |
|  | Iran                          | 10 luglio                     |           | 71   |                         |                         |  |  |                     |                     |
|  | Mali                          | 59                            |           |      |                         |                         |  |  |                     |                     |
|  | Mali                          | 59                            | Iran      | 61   | Finale 11º-12º posto    | Finale 11º-12º posto    |  |  |                     |                     |
|  | 9 luglio                      |                               | Iran      | 61   | Finale 11º-12º posto    | Finale 11º-12º posto    |  |  |                     |                     |
|  |                               | Turchia                       | 84        |      |                         |                         |  |  |                     |                     |
|  | Giappone                      | Turchia                       | 84        | 49   | Lettonia                | 71                      |  |  |                     |                     |
|  | Giappone                      |                               |           | 49   | Lettonia                | 71                      |  |  |                     |                     |
|  | Turchia                       | 97                            |           | Iran | 63                      |                         |  |  |                     |                     |
|  | Turchia                       | 97                            |           |      | 63                      |                         |  |  |                     |                     |
|  |                               |                               |           |      |                         |                         |  |  | 11 luglio           |                     |
|  |                               |                               |           |      |                         |                         |  |  |                     |                     |

Tabellone 13º-16º posto
|  | Semifinali 13º-16º posto | Semifinali 13º-16º posto | Semifinali 13º-16º posto |      |            | Finale 13º-14º posto | Finale 13º-14º posto | Finale 13º-14º posto |  |
|  |                          |                          |                          |      |            |                      |                      |                      |  |
|  | Porto Rico               | Porto Rico               | 99                       |      |            |                      |                      |                      |  |
|  | Porto Rico               | Porto Rico               | 99                       |      |            |                      |                      |                      |  |
|  | Corea del Sud            | Corea del Sud            | 89                       |      |            |                      |                      |                      |  |
|  | Corea del Sud            | Corea del Sud            | 89                       |      | Porto Rico | Porto Rico           | 92                   |                      |  |
|  |                          |                          |                          |      | Porto Rico | Porto Rico           | 92                   |                      |  |
|  |                          |                          | Mali                     | Mali | 95         |                      |                      |                      |  |
|  | Mali                     | Mali                     | Mali                     | Mali | 95         | 104                  |                      |                      |  |
|  | Mali                     | Mali                     |                          |      |            | 104                  |                      |                      |  |
|  | Giappone                 | Giappone                 | 66                       |      |            | Finale 15º-16º posto | Finale 15º-16º posto | Finale 15º-16º posto |  |
|  | Giappone                 | Giappone                 | 66                       |      |            |                      |                      |                      |  |
|  |                          |                          |                          |      |            |                      |                      |                      |  |
|  |                          |                          |                          |      |            | Corea del Sud        | Corea del Sud        | 95                   |  |
|  |                          |                          |                          |      |            | Corea del Sud        | Corea del Sud        | 95                   |  |
|  |                          |                          |                          |      |            | Giappone             | Giappone             | 92                   |  |

### Risultati

#### Ottavi di finale
| Arbitri: | Martin Vulić Alexis Mercado Mohammad Taha |

|                |          |                 |
| Tchicamboud 14 | Punti    | 13 Sidibe       |
| Tchicamboud 8  | Assist   | 3 Ballo, Konate |
| Frisch 8       | Rimbalzi | 9 Dembelé       |

| Arbitri: | Amy Bonner Carlos Peralta Ryan Jones |

|             |          |                   |
| Yamazaki 23 | Punti    | 28 Jović          |
| Iwashita 6  | Assist   | 6 Jović, Petrović |
| Yamazaki 4  | Rimbalzi | 10 Mušikić        |

| Arbitri: | Andris Aunkrogers Andreia Silva Carsten Straube |

|              |          |           |
| Domínguez 24 | Punti    | 16 Gak    |
| Ferrando 6   | Assist   | 6 Daniels |
| Godspower 11 | Rimbalzi | 7 Gak     |

| Arbitri: | Zdenko Tomašovič Maj Forsberg Grant Todey |

|                   |          |              |
| Pivorius 17       | Punti    | 13 Shahryari |
| Marčiulionis 7    | Assist   | 2 Yazarloo   |
| Krivas, Tubelis 6 | Rimbalzi | 10 Fallah    |

| Arbitri: | Wojciech Liszka Maripier Malo Nathaniel Saunders |

|                   |          |                 |
| Corbalan 25       | Punti    | 19 Haltalı      |
| Corbalan, Pérez 3 | Assist   | 4 Haltalı, Tuna |
| Rodríguez 6       | Rimbalzi | 10 Haltalı      |

| Arbitri: | Kerem Baki Özlem Yalman Leonardo Zalazar |

|                    |          |              |
| Sane 17            | Punti    | 10 Vanags    |
| Magassa, Ndongo 3  | Assist   | 4 Skuja      |
| Magassa, Ndongo 11 | Rimbalzi | 8 Feierbergs |

| Arbitri: | Gvidas Gedvilas Daigo Urushima Viola Györgyi |

|          |          |                    |
| Yeo 21   | Punti    | 17 Holmgren        |
| Kim T. 3 | Assist   | 7 Chandler, Miller |
| Kim D. 4 | Rimbalzi | 10 Holmgren        |

| Arbitri: | Julio Anaya Park Kyoung-jin Virginia Peruchini |

|                     |          |            |
| Fisher, Houstan 14  | Punti    | 12 Pinzón  |
| Nembhard 10         | Assist   | 4 Ezquerra |
| Edey, Owusu-Anane 8 | Rimbalzi | 5 Nazario  |

#### Quarti di finale
| Arbitri: | Wojciech Liszka Maj Forsberg Carsten Straube |

|                 |          |                     |
| Wheeler 14      | Punti    | 19 Smith            |
| tre giocatori 2 | Assist   | 5 Armstrong, Bayles |
| Wheeler 10      | Rimbalzi | 8 tre giocatori     |

| Arbitri: | Leonardo Zalazar Park Kyoung-jin Amr Aboollo |

|             |          |          |
| Fallah 21   | Punti    | 18 Togo  |
| Shahryari 6 | Assist   | 6 Ballo  |
| Fallah 8    | Rimbalzi | 10 Ballo |

| Arbitri: | Zdenko Tomašovič Andrada Csender Mbaye Seye |

|             |          |        |
| Helmanis 30 | Punti    | 26 Yeo |
| Denafs 7    | Assist   | 4 Cho  |
| Helmanis 11 | Rimbalzi | 13 Yeo |

| Arbitri: | Grant Todey Gvidas Gedvilas Arnold Moseya |

|                    |          |                          |
| Kibayashi, Ogawa 8 | Punti    | 20 Bona                  |
| Yamazaki 4         | Assist   | 4 tre giocatori          |
| Ogawa 5            | Rimbalzi | 8 Büyüktuncel, Yiğitoğlu |

| Arbitri: | Carlos Peralta Amy Bonner Martin Vulić |

|            |          |                       |
| Houstan 25 | Punti    | 21 Domínguez          |
| Nembhard 5 | Assist   | 5 Domínguez, Ferrando |
| Edey 15    | Rimbalzi | 11 Domenech           |

| Arbitri: | Julio Anaya Maripier Malo Daigo Urushima |

|             |          |                        |
| Tubelis 19  | Punti    | 23 Strazel             |
| Stenionis 5 | Assist   | 5 Strazel, Tchicamboud |
| Tubelis 13  | Rimbalzi | 6 Wembanyama           |

| Arbitri: | Kerem Baki Ryan Jones Virginia Peruchini |

|            |          |               |
| K. Diop 20 | Punti    | 12 Ivey       |
| Ndongo 5   | Assist   | 5 Miles       |
| K. Diop 12 | Rimbalzi | 8 Kalkbrenner |

| Arbitri: | Andris Aunkrogers Andreia Silva Alexis Mercado |

|                       |          |              |
| Jović 26              | Punti    | 33 Fernández |
| Kovačević, Petrović 5 | Assist   | 5 Méndez     |
| Jović 13              | Rimbalzi | 16 Fernández |

#### Semifinali
| Arbitri: | Nathaniel Saunders Arnold Moseya Amr Aboollo |

|            |          |        |
| Wheeler 31 | Punti    | 31 Yeo |
| Clark 12   | Assist   | 6 Yeo  |
| Pinzón 9   | Rimbalzi | 13 Yeo |

| Arbitri: | Özlem Yalman Andrada Csender Mbaye Seye |

|                 |          |                   |
| Ballo 18        | Punti    | 9 Asai            |
| Coulibaly 10    | Assist   | 4 Iwashita, Ogawa |
| Ballo, Diaby 11 | Rimbalzi | 11 Yamanouchi     |

| Arbitri: | Andreia Silva Park Kyoung-jin Viola Györgyi |

|                 |          |               |
| Daniels 19      | Punti    | 8 Viljamsons  |
| Jones 6         | Assist   | 3 Briedis     |
| tre giocatori 7 | Rimbalzi | 11 Viljamsons |

| Arbitri: | Gvidas Gedvilas Carlos Peralta Mohammad Taha |

|             |          |            |
| Fallah 15   | Punti    | 18 Görener |
| Shahryari 7 | Assist   | 7 Yılmaz   |
| Fallah 9    | Rimbalzi | 8 Bona     |

| Arbitri: | Andris Aunkrogers Maripier Malo Grant Todey |

|              |          |                  |
| Etxeguren 16 | Punti    | 23 K. Diop       |
| Núñez 7      | Assist   | 3 K. Diop, Mboup |
| Etxeguren 8  | Rimbalzi | 7 K. Diop        |

| Arbitri: | Zdenko Tomašovič Amy Bonner Carsten Straube |

|              |          |           |
| Stenionis 22 | Punti    | 21 Méndez |
| Stenionis 7  | Assist   | 5 Díaz    |
| Tubelis 7    | Rimbalzi | 7 Merlo   |

| Arbitri: | Julio Anaya Martin Vulić Daigo Urushima |

|            |          |            |
| Houstan 23 | Punti    | 16 Lofton  |
| Nembhard 6 | Assist   | 7 Miller   |
| Edey 16    | Rimbalzi | 8 Holmgren |

| Arbitri: | Wojciech Liszka Leonardo Zalazar Kerem Baki |

|                |          |                      |
| Tchicamboud 19 | Punti    | 15 Jović, Stefanović |
| Strazel 10     | Assist   | 7 Mušikić            |
| Ouedraogo 15   | Rimbalzi | 9 Jović              |

#### Finali
| Arbitri: | Viola Györgyi Mohammad Taha Mbaye Seye |

|          |          |             |
| Yeo 36   | Punti    | 32 Yamazaki |
| Kim H. 6 | Assist   | 13 Harper   |
| Yeo 12   | Rimbalzi | 13 Harper   |

| Arbitri: | Zdenko Tomašovič Maj Forsberg Amr Aboollo |

|           |          |                     |
| Clark 23  | Punti    | 17 Dembélé          |
| Pinzón 8  | Assist   | 5 Coulibaly, Sidibé |
| Pinzón 10 | Rimbalzi | 9 Ballo, Dembélé    |

| Arbitri: | Özlem Yalman Carsten Straube Alexis Mercado |

|                         |          |               |
| Denafs 20               | Punti    | 25 Fallah     |
| Helmanis 11             | Assist   | 5 Lakzaeifard |
| Feierbergs, Helmanis 12 | Rimbalzi | 11 Fallah     |

| Arbitri: | Grant Todey Gvidas Gedvilas Virginia Peruchini |

|                 |          |               |
| Daniels 19      | Punti    | 8 Viljamsons  |
| Jones 6         | Assist   | 3 Briedis     |
| tre giocatori 7 | Rimbalzi | 11 Viljamsons |

| Arbitri: | Carlos Peralta Nathaniel Saunders Ryan Jones |

|            |          |                   |
| K. Diop 23 | Punti    | 18 Corbalán       |
| K. Diop 5  | Assist   | 4 Fernández       |
| K. Diop 15 | Rimbalzi | 6 Díaz, Fernández |

| Arbitri: | Kerem Baki Martin Vulić Andrada Csender |

|              |          |                         |
| Domínguez 28 | Punti    | 20 Tubelis              |
| Ferrando 8   | Assist   | 4 Marčiulionis, Tubelis |
| Domenech 17  | Rimbalzi | 15 Tubelis              |

| Arbitri: | Andris Aunkrogers Andreia Silva Daigo Urushima |

|             |          |              |
| Mathurin 31 | Punti    | 25 Mušikić   |
| Nembhard 10 | Assist   | 7 Petrović   |
| Edey 12     | Rimbalzi | 7 Joksimović |

| Arbitri: | Julio Anaya Wojciech Liszka Maripier Malo |

|            |          |               |
| Ivey 18    | Punti    | 22 Wembanyama |
| Miles 6    | Assist   | 8 Strazel     |
| Chandler 7 | Rimbalzi | 8 Wembanyama  |

## Classifica finale
| Campione del Mondo | Campione del Mondo | Campione del Mondo |
| --- | ------------------ | --- |
| Stati Uniti under 194 Chandler, 5 Miles, 6 Miller, 7 Holmgren, 8 Watson, 9 Ivey, 10 Davis, 11 Lofton, 12 Furst, 13 Ingram, 14 Kalkbrenner, 15 Baldwin, All. Jamie Dixon |                    | |
| Argento | Francia            | Francia under 190 Tchicamboud, 3 Demahis-Ballou, 7 Ouedraogo, 10 Eyango, 13 Dessert, 22 Marsillon Noleo, 25 Frisch, 30 Strazel, 32 Wembanyama, 34 Traoré, 35 Ugolin, 77 Lesmond, All. Frédéric Crapez      |
| Bronzo | Canada             | Canada under 194 Fisher, 5 Houstan, 6 Owusu-Anane, 7 Hill, 8 Prosper, 9 Nembhard, 11 Mathurin, 12 Kalambay, 13 Brown-Ferguson, 14 Bediako, 15 Edey, 19 Duke, All. Paul Weir                                |
| 4. | Serbia             | Serbia under 190 P. Kovačević, 2 Đurišić, 3 Jović, 4 A. Kovačević, 7 Todorović, 10 Petrović, 11 Stefanović, 13 Medarević, 21 Joksimović, 33 Mušikić, 37 Belić, 50 Škobalj, All. Zoran Lukić                |
| 5. | Spagna             | Spagna under 194 Peñarroya, 5 Rodríguez, 6 Núñez, 7 Ferrando, 9 Domínguez, 10 Godspower, 11 Alderete, 12 Domenech, 13 Etxeguren, 14 Jiménez, 16 López de la Torre, 18 López, All. Javier Zamora            |
| 6. | Lituania           | Lituania under 191 Kneižys, 3 Marčiulionis, 7 Sargiūnas, 10 Stenionis, 11 Tubelis, 13 Preibys, 14 Krivas, 15 Jocius, 17 Rubštavičius, 18 Pivorius, 24 Rubinas, 45 Lelevičius, All. Gediminas Petrauskas    |
| 7. | Senegal            | Senegal under 191 Diatta, 3 Mboup, 4 Sané, 5 Sow, 7 Mbengue, 8 K. Diop, 11 Ndongo, 13 F. Gueye, 15 Badji, 24 M. Diop, 27 H. Gueye, 30 Magassa, All. Parfait Adjivon                                        |
| 8. | Argentina          | Argentina under 191 Azpilicueta, 3 Merlo, 4 Pérez, 6 Rodríguez, 7 Díaz, 9 Méndez, 10 Copes, 12 Ott, 14 Rossi, 15 Corbalán, 16 Burgos, 21 Fernández, All. Daniel Farabello                                  |
| 9. | Turchia            | Turchia under 191 Yılmaz, 4 Büyüktuncel, 5 Görener, 7 Onan, 8 Ülker, 12 Yıldızoğlu, 13 Ekşioğlu, 14 Haltalı, 17 Tuna, 21 Yiğitoğlu, 23 Mutaf, 34 Bona, All. Derviş Güney                                   |
| 10. | Australia          | Australia under 194 Armstrong, 5 Bayles, 6 Smith, 7 Wigness, 8 Galloway, 9 Jones, 10 Dengdit, 11 Daniels, 12 Adebayo, 13 Gak, 14 Okwera, 15 Yaak, All. Darren Perry                                        |
| 11. | Lettonia           | Lettonia under 194 Viljamsons, 5 Skuja, 6 Feierbergs, 7 Mačoha, 8 Briedis, 9 Parādnieks, 10 Šulcs, 11 Vanags, 12 Slivackis, 13 Kļanskis, 14 Denafs, 15 Helmanis, All. Nikolajs Mazurs                      |
| 12. | Iran               | Iran under 192 Dehghanzadeh, 4 Nazarikia, 5 Lakzaeifard, 8 Yazarloo, 10 Girgoorian, 11 Lakzaeifard, 12 Fallah, 14 Yazarloo, 18 Alizadeh, 19 Alijomehzade, 23 Rahimi, 77 Shahryari, All. Mohammadreza Nouri |
| 13. | Mali               | Mali under 192 A. Kanouté, 3 S. Traoré, 10 Togo, 11 Ballo, 12 Camara, 15 Diaby, 18 Dembele, 20 Konaté, 23 M. Kanouté, 25 Coulibaly, 32 F. Traoré, 33 Sidibe, All. Alhadji Dicko                            |
| 14. | Porto Rico         | Porto Rico under 191 Pinzón, 2 Clark, 3 Nazario, 4 Wheeler, 9 Santos, 10 Rivera, 11 de Jesús, 12 Rubayo, 13 Velázquez, 15 Romero, 20 Walker, 24 Ezquerra, All. Jorge Rincón                                |
| 15. | Corea del Sud      | Corea del Sud under 191 An, 2 Kim B., 3 Jo, 5 Kim D., 6 Kim H., 7 Kang Ja., 9 Kim T., 10 Kang Ji., 11 Sin, 13 Lee G., 15 Lee D., 22 Yeo, All. Lee Mu-jin                                                   |
| 16. | Giappone           | Giappone under 194 Motoda, 5 Yoneyama, 7 Kibayashi, 8 Ogawa, 11 Harper, 12 Asai, 13 Kanechika, 14 Iwashita, 15 Kanno, 16 Yamanouchi, 17 Yamazaki, 18 Kawashima, All. Ken'ichi Sako                         |

## Statistiche

### Giocatori
Statistiche aggiornate al 12 luglio 2021.
Punti
| Giocatore       | PPG  |
| --------------- | ---- |
| Yeo Jun-seok    | 25,6 |
| Rubén Domínguez | 18,7 |
| Nikola Jović    | 18,1 |
| Caleb Houstan   | 17,0 |
| Ąžuolas Tubelis | 16,6 |

Rimbalzi
| Giocatore       | RPG  |
| --------------- | ---- |
| Zach Edey       | 14,1 |
| Yeo Jun-seok    | 10,6 |
| Khalifa Diop    | 9,4  |
| Ąžuolas Tubelis | 8,9  |
| Oumar Ballo     | 8,9  |

Assist
| Giocatore             | APG |
| --------------------- | --- |
| Ryan Nembhard         | 6,7 |
| Matthew Strazel       | 6,7 |
| Dyson Daniels         | 5,0 |
| Augustas Marčiulionis | 4,7 |
| Jayson Tchicamboud    | 4,6 |
| John Harper Jr.       | 4,6 |
| Aleksa Kovačević      | 4,6 |
| Guillem Ferrando      | 4,6 |

Stoppate
| Giocatore         | BPG |
| ----------------- | --- |
| Victor Wembanyama | 4,7 |
| Oumar Ballo       | 2,9 |
| Chet Holmgren     | 2,7 |
| Zach Edey         | 2,3 |
| Adem Bona         | 1,9 |

Palle rubate
| Giocatore        | SPG |
| ---------------- | --- |
| Ąžuolas Tubelis  | 2,4 |
| Dyson Daniels    | 2,3 |
| Caleb Houstan    | 2,3 |
| Millán Jiménez   | 2,3 |
| Gonzalo Corbalán | 2,1 |
| Yeo Jun-seok     | 2,1 |

Efficienza
| Giocatore     | EFFPG |
| ------------- | ----- |
| Yeo Jun-seok  | 24,7  |
| Zach Edey     | 23,3  |
| Nikola Jović  | 20,7  |
| Khalifa Diop  | 19,6  |
| Chet Holmgren | 19,3  |

### Squadre
Statistiche aggiornate al 12 luglio 2021.
Punti
| Giocatore   | PPG  |
| ----------- | ---- |
| Stati Uniti | 95,0 |
| Canada      | 88,4 |
| Lituania    | 86,7 |
| Francia     | 84,4 |
| Serbia      | 83,1 |

Rimbalzi
| Giocatore   | RPG  |
| ----------- | ---- |
| Canada      | 52,0 |
| Mali        | 51,7 |
| Stati Uniti | 50,1 |
| Francia     | 46,3 |
| Senegal     | 45,9 |

Assist
| Giocatore   | APG  |
| ----------- | ---- |
| Stati Uniti | 25,3 |
| Serbia      | 21,9 |
| Francia     | 20,9 |
| Lituania    | 19,9 |
| Spagna      | 19,4 |
| Turchia     | 19,4 |

Stoppate
| Giocatore   | BPG |
| ----------- | --- |
| Stati Uniti | 7,6 |
| Francia     | 6,6 |
| Senegal     | 6,1 |
| Mali        | 5,4 |
| Serbia      | 4,4 |

Palle rubate
| Giocatore   | SPG  |
| ----------- | ---- |
| Argentina   | 11,3 |
| Australia   | 10,7 |
| Porto Rico  | 10,4 |
| Stati Uniti | 10,4 |
| Francia     | 10,0 |

Efficienza
| Giocatore   | EFFPG |
| ----------- | ----- |
| Stati Uniti | 877,0 |
| Francia     | 736,0 |
| Serbia      | 689,0 |
| Lituania    | 674,0 |
| Canada      | 673,0 |

## Premi
Il miglior quintetto della manifestazione è stato scelto l'11 luglio 2021.
| All-Star Team           | All-Star Team                   | All-Star Team |
| Guardie                 | Ali                             | Centro        |
| ----------------------- | ------------------------------- | ------------- |
| Nikola Jović Jaden Ivey | Victor Wembanyama Chet Holmgren | Zach Edey     |
| MVP: Chet Holmgren      |                                 |               |